# Ateuchus hendrichsi
Ateuchus hendrichsi là một loài bọ cánh cứng trong họ Bọ hung (Scarabaeidae).